# Sempra
Sempra (NYSE: SRE) er et amerikansk energiselskab med hovedkvarter i San Diego, Californien. Virksomheden har 40 mio. kunder, der modtager naturgas og elektricitet. Datterselskaber inkluderer Southern California Gas Company (SoCalGas) og San Diego Gas & Electric (SDG&E) i det sydlige Californien; Oncor Electric Delivery Company i Texas; og Sempra Infrastructure, med kontorer i Californien.
I 2022 havde de 20.000 ansatte.
Sempra Energy blev etableret i 1998 ved en fusion mellem Los Angeles-baserede Pacific Enterprises og Enova Corporation.